# وليام هنري هاريسون (ضابط)
وليام هنري هاريسون بنياورد (بالإنجليزية: William Henry Harrison Benyaurd)‏ هو ضابط في جيش الاتحاد خلال الحرب الأهلية الأمريكية. وُلد وليام في 17 مايو عام 1841، وتُوفي في 7 فبراير عام 1900، وحصل على وسام الشرف نظير بطولاته في فايف ووركس بفرجينيا في 1 أبريل 1865.

## مهنته العسكرية
تخرج وليام في المرتبة السادسة من الأكاديمية الأمريكية العسكرية في عام 1863. وبعد التخرج رُقي فورًا إلى رتبة ملازم أول في سلاح المهندسين.
وفي أغسطس 1864 تم ترقيته إلى رتبة كابتن في حملة ريتشموند بولاية فيرجينيا. وفي أبريل من عام 1865، حصل على تكريم كبير نظير بطولته في معركة فايف فوركس. حصل على وسام الشرف في 7 سبتمبر 1897 لنفس العمل.
تمت ترقيته إلى رتبة مقدم في عام 1889. كان مسؤولًا خلال الحرب الإسبانية الأمريكيةعن الأالغام البحرية أي في جاكسونفيل وخليج تامبا بولاية فلوريدا. كما كان أيضًا في قيادة التحصين الدفاعي على نهر سانت جون في ولاية فلوريدا.
وكان عضوًا في الفيلق الموالية للولايات المتحدة والنظام العسكري للحروب الخارجية.
تُوفي وليام وهو في الخدمة في عام 1900، ودفن في مقبرة ويست بوينت.

## إرثه
قام سلاح المهندسين الأمريكي بتسمية قارب كبير على اسمه تكريمًا له. تعمل سفينة باينوورد بالمحرك (M / V) من قسم وادي ميسيسيبي في فيلق المهندسين في فيكسبيرغ بميسيسيبي.

## اقتباس ميدالية الشرف
«تقدم طواعية مع رفيق واحد في استطلاع ما بعد المناوشة، حيث تعرض لخطر وشيك أيضًا. وفي نفس المعركة، تقدم إلى الأمام مع القائد العام لتشجيع القوات لاستئناف التقدم الذي قاموا به بنجاح».